# Fokker F.XII
De Fokker F.XII is een 3-motorig door propellers aangedreven passagiersvliegtuig en is ontstaan naar aanleiding van de vraag van de KLM naar een vliegtuig met een capaciteit tussen de 10 en 18 passagiers voor de route naar Nederlands-Indië.

## Productie
Bij de bouw van de F.XII handhaafde men de traditionele bouwwijze van met linnen overtrokken metaalbuisframes en houten vleugels. De F.XII kreeg hetzelfde vleugeloppervlak als de F.VIII. De kist werd voorzien van drie luchtgekoelde Pratt & Whitney motoren van het type C met 425 pk elk. De motoropstelling is hetzelfde als bij voorgaande Fokkers met drie motoren: 1 onder elke vleugel en 1 in de neus van het toestel. Bij de eerste F.XII werden er geen kappen rond de motoren gebouwd; later werden er Townend-kappen omheen gebouwd. De F.XII had een gesloten cockpit die ruimte bood aan twee bemanningsleden. Verder was de kist aanvankelijk uitgerust met wielkappen, maar deze werden later verwijderd uit praktische overwegingen.
Het prototype van de F.XII ( PH-AFL "Leeuwerik" ) vloog op 5 december 1930 en vloog op 5 maart 1931 voor het eerst in dienst van de KLM.

## Geschiedenis

### KLM

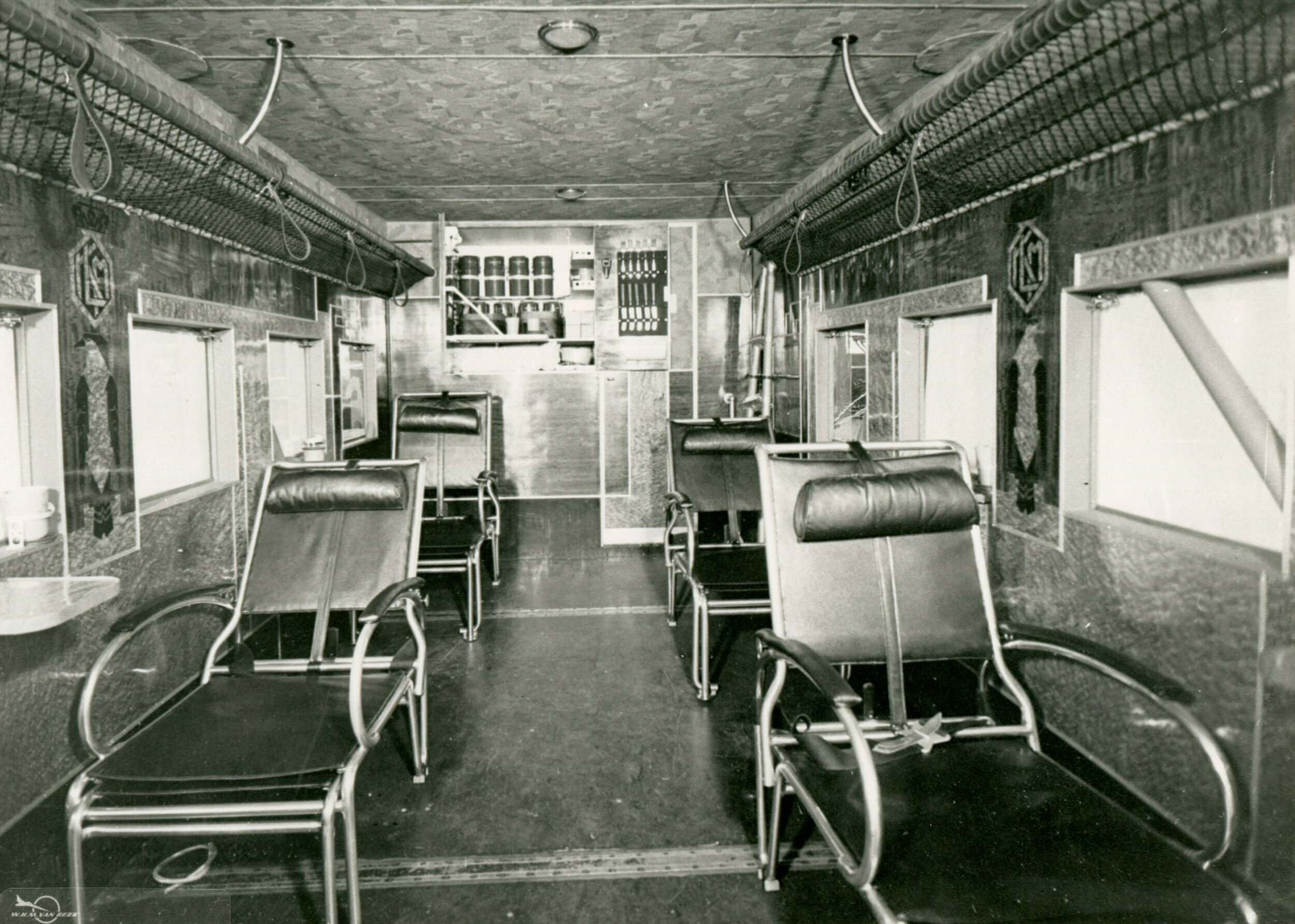
Cabine

De KLM bestelde acht vliegtuigen van dit type om op de Indië-route te vliegen (Amsterdam - Batavia). Na een serie proefvluchten in 1928 en 1929 was de KLM op 25 september 1930 gestart met een tweewekelijkse dienst die werd uitgevoerd met vliegtuigen van het type Fokker F.VIIb/3m. De snellere F.XII maakte het mogelijk om de vluchtduur te verkorten en meer lading mee te nemen. Deze toestellen deden er gemiddeld 81 uur verdeeld over 10 dagen over om in Jakarta te komen. Daarnaast maakte de F.XII het mogelijk om van de twee wekelijkse dienst een wekelijkse dienst te maken. De F.XII's namen de hele dienstregeling over. Deze nieuwe dienstregeling ging van start op 1 oktober 1931 met de PH-AFV "Valk". Eind 1932 werden de F.XII's deels vervangen voor Fokker F.XVIII's en werden de F.XII's ook ingezet op Europese routes. De F.XII werd door de KLM ook als chartertoestel gebruikt.

### Crilly Airways
Toen de KLM in 1935 op DC-2's overging, werden er vier F.XII's aan Crilly Airways verkocht. Deze maatschappij wilde ermee een dienstregeling Londen - Lissabon opzetten. Spanje weigerde echter zijn medewerking door het vliegen over Spaans grondgebied te verbieden waardoor dit flopte. British Airways Ltd nam de kisten over en begon hiermee een dochtermaatschappij (British Airways Iberia). Dit ging echter ook failliet en de kisten werden verkocht aan een op het eerste gezicht onbekende koper. Later bleek dat ze verkocht waren aan de Spaanse Nationalisten die ze in de Spaanse Burgeroorlog gebruikten.

### KNILM
De KNILM, een Indische dochtermaatschappij van de KLM, bestelde ook twee F.XII's. Op 19 februari 1942 werd een van deze tijdens een Japanse aanval op het vliegveld Semplak op Java vernietigd. De andere F.XII viel tijdens de capitulatie van het vliegveld Andir bij Bandoeng in Japanse handen.

### ABA
De Aktie Bolaget Aerotransport, een Zweedse maatschappij, onderhield samen met de KLM en de SAS Groep de route Parijs - Amsterdam - Kopenhagen - Stockholm en zette de kist ook nog op een aantal andere routes in. Ze verkochten in 1947 hun enige F.XII aan een andere Zweedse maatschappij waar hij op 9 april 1947 verloren ging tijdens een brand in de hangar.

### DDL
De Det Danske Luftfartselskab was de laatste klant voor de F.XII. Er werden twee F.XII's besteld die door de Konglige Danske Orlogsvaerftet in licentie gebouwd werden. De eerste was een normale F.XII maar dan met Bristol Jupiter-motoren en de tweede kreeg een aantal wijzigingen en kreeg de typeaanduiding F.XIIM. Deze versie was 20 km/h sneller dan de normale F.XII.

## Geschiedenis van de door Fokker gebouwde toestellen
- noot: indien er 00 in de tabel staat is datum / maand onbekend

| Constructie nummers | registratie | bijzonderheden |
| ------------------- | ----------- | --- |
| 5242                | PH-AFL      | 23-12-30 Fokker 09-01-31 KLM "Leeuwerik". 06-04-35 verongelukt bij de "Burgberg" in de omgeving van Brilon in Duitsland. De piloot was Piet Soer. |
| 5246                | PK-AFH      | 00-01-31 KNILM 08-03-42 in handen van de Japanners gevallen op vliegveld Andir bij Bandung. |
| 5247                | PH-AFU (1)  | 24-03-31 KLM 00-00-31 Fokker 00-00-31 KNILM 13-10-31 registratiewijziging in PK-AFI 19-02-42 Beschadigd in handen van de Japanners gevallen te Buitenzorg |
| 5284                | PH-AFV      | 15-06-31 Fokker 17-06-31 KLM "Valk" 31-01-36 Crilly Airways G-ADHZ 00-00-36 British Airways Ltd 00-08-36 Spaanse Nationalisten |
| 5285                | PH-AFU(2)   | 00-00-31 KLM "Uil" werd G-ADZI 15-08-1936 Crashed bij Biarritz. De piloot Kazimierz Lasocki komt om. |
| 5291                | PH-AID      | 00-00-31 KLM "Duif" Werd G-AEOS |
| 5292                | PH-AIE      | 00-00-31 KLM "Ekster" Crilly Airways. G-ADZJ 00-00-36 Spaanse Nationalisten |
| 5300                | PH-AIH      | 00-00-31 KLM "Havik" werd G-AEOT |
| 5301                | PH-AII      | 00-00-31 KLM "Ibis" werd in 1931 op de Indië route beschadigd. Door zeer zware windstoten in een moesson bui werden de rolroeren tijdens de vlucht van het vliegtuig gerukt. De bemanning onder gezagvoerder Pellens wisten de machine toch op het vliegveld van Kohlak (in het huidige Thailand) aan de grond te krijgen, door deze met het motorvermogen de sturen. Het toestel werd per boot naar Bandung vervoerd en is daar door de technische dienst van de KNILM hersteld. werd G-ADZK |
| 5302                | PH-AIJ      | 00-00-31 KLM "IJsvogel" Air Tropique F-APET. 15-08-1936 Spaanse Republikeinen. Omgebouwd tot bommenwerper. |